# Psioliczek
Psioliczek (Cynomops) – rodzaj ssaków z podrodziny molosów (Molossinae) w obrębie rodziny molosowatych (Molossidae).

## Rozmieszczenie geograficzne
Rodzaj obejmuje gatunki występujące od Meksyku przez Amerykę Centralną do Ameryki Południowej.

## Morfologia
Długość ciała (bez ogona) 51–88 mm, długość ogona 20–44 mm, długość ucha 10–20 mm, długość tylnej stopy 5–15 mm, długość przedramienia 29–51,2 mm; masa ciała 9–54,8 g.

## Systematyka
Rodzaj zdefiniował w 1920 roku angielski zoolog Oldfield Thomas w artykule zatytułowanym Dalsza kolekcja ssaków z Jujuy, opublikowanym na łamach ”The Annals and magazine of natural history”. Gatunkiem typowym jest (oryginalne oznaczenie) psioliczek cynamonowy (C. abrasus).

### Etymologia
Cynomops (Cynops, Cinomops): gr. κυων kuōn, κυνος kunos ‘pies’; rodzaj Mops Lesson, 1842 (mops).

### Podział systematyczny
Do rodzaju należą następujące gatunki:
| Grafika | Gatunek               | Autor i rok opisu                                              | Nazwa zwyczajowa       | Podgatunki         | Rozmieszczenie geograficzne | Podstawowe wymiary                                               | Status IUCN |
| ------- | --------------------- | -------------------------------------------------------------- | ---------------------- | ------------------ | --- | ---------------------------------------------------------------- | ----------- |
|         | Cynomops freemani     | L.M. Moras, Gregorin, Sattler & V. da C. Tavares, 2018         |                        | gatunek monotypowy | endemit Panamy; pacyficzne wybrzeża obszaru Kanału Panamskiego; zakres wysokości: 22–55 m n.p.m.                                                                                                   | DC: 5,6–6,2 cm DO: 2,6–3,3 cm DP: 3,3–3,6 cm MC: 13–19 g         | NE          |
|         | Cynomops mexicanus    | (J.K. Jones & Genoways, 1967)                                  | psioliczek meksykański | gatunek monotypowy | endemit Meksyku: rozproszone miejsca na pacyficznym wybrzeżu i półwysep Jukatan; zakres wysokości: do 1500 m n.p.m.                                                                                | DC: 6,1–7,4 cm DO: 2,8–3,4 cm DP: 3,3–3,7 cm MC: 11–18,3 g       | LC          |
|         | Cynomops planirostris | (W.C.H. Peters, 1866)                                          | psioliczek płaskolicy  | gatunek monotypowy | na wschód od Andów w Kolumbii, Wenezueli, regionie Gujana, Peru, Boliwii, Brazylii, Paragwaju i północnej Argentyny; zakres wysokości: 0–2500 m n.p.m.                                             | DC: 5,1–7,5 cm DO: 2–3,1 cm DP: 2,9–3,7 cm MC: 9–15 g            | LC          |
|         | Cynomops abrasus      | (Temminck, 1827)                                               | psioliczek cynamonowy  | gatunek monotypowy | na wschód od Andów od południowego Peru przez Boliwię, Paragwaj i północną Argentynę do wschodniej i południowo-wschodniej Brazylii; zakres wysokości: 0–1100 m n.p.m.                             | DC: 7,1–8,6 cm DO: 3,3–4,2 cm DP: 4,1–4,9 cm MC: 24–44 g         | DD          |
|         | Cynomops kuizha       | Arenas-Viveros, Sánchez-Vendizú, Giraldo & Salazar-Bravo, 2021 |                        | gatunek monotypowy | niziny w dolinie rzeki Cauca w Kolumbii, zachodnie zbocza Andów w Ekwadorze i północno-zachodnim Peru; zakres wysokości: 0–1000 m n.p.m.                                                           | DC: około 7,6 cm DO: około 2,3 cm DP: 3,7–4,2 cm MC: brak danych | NE          |
|         | Cynomops greenhalli   | G.G. Goodwin, 1958                                             | psioliczek leśny       | gatunek monotypowy | rozproszony w Belize, północnym Hondurasie, Kostaryce, Panamie, południowej Kolumbii, Wenezueli, Trynidadzie i Tobago (Trynidad), Ekwadorze i północnej Brazylii; zakres wysokości: 0–975 m n.p.m. | DC: 5,5–7,8 cm DO: 2,4–3,4 cm DP: 3,3–4 cm MC: 10,8–24 g         | LC          |
|         | Cynomops mastivus     | (O. Thomas, 1911)                                              |                        | gatunek monotypowy | rozproszony na wschodnich zboczach Andów w Ekwadorze, wschodniej Wenezueli, regionie Gujana i amazońskiej Brazylii; zakres wysokości: 0–535 m n.p.m.                                               | DC: 7,4–8,8 cm DO: 3,2–4,4 cm DP: 4,2–5,1 cm MC: 27–55 g         | NE          |
|         | Cynomops milleri      | (Osgood, 1914)                                                 |                        | gatunek monotypowy | rozproszony w Wenezueli, regionie Gujana, północnego Peru i amazońskiej Brazylii; zakres wysokości: 25–240 m n.p.m.                                                                                | DC: 5,5–8 cm DO: 2,4–3,1 cm DP: 3–3,7 cm MC: 12–20 g             | LC          |
|         | Cynomops tonkigui     | Moras, Gregorin, Sattler & Tavares, 2018                       |                        | gatunek monotypowy | wschodnie zbocza Andów w Kolumbii i Ekwadorze; zakres wysokości: 195–530 m n.p.m. | DC: 5,5–6,4 cm DO: 2,5–3 cm DP: 3,1–3,5 cm MC: 12,8–15,3 g       | NE          |

Kategorie IUCN:  LC  – gatunek najmniejszej troski,  DD  – gatunki o nieokreślonym stopniu zagrożenia;  NE  – gatunki niepoddane jeszcze ocenie.